# Lonsana Doumbouya
Lonsana Doumbouya (* 26. September 1990 in Nizza, Frankreich) ist ein französisch-guineischer Fußballspieler.

## Karriere

### Verein
Doumbouya begann seine Karriere in der Jugend des FC Limoges, ehe er nach einem einjährigen Aufenthalt in der Akademie des LB Châteauroux zum französischen Fünftligisten CO Saint-Dizier wechselte. 2009 wechselte er zu den Amateuren von EA Guingamp. 2010 schloss er sich dem Viertligisten Les Genêts d’Anglet an. Nach zehn Spielen für den Verein aus Anglet wechselte er im Sommer 2011 nach Belgien zum Viertligisten RFC Seraing. Nach einem halben Jahr in Seraing schloss er sich im Januar 2012 dem Drittligisten RCS Verviétois an.
Im Sommer 2013 wechselte Doumbouya zum Zweitligisten AFC Tubize. Sein Debüt in der Proximus League gab er im August 2013, als er am ersten Spieltag der Saison 2013/14 beim 2:2 gegen den KVC Westerlo in der Startelf stand und den Treffer zum zwischenzeitlichen 1:0 erzielen konnte. Zu Saisonende hatte der Guineer 30 Spiele, in denen er neun Treffer erzielen konnte, zu Buche stehen. In der folgenden Saison konnte er seine Torquote steigern und in 29 Spielen zehn Mal einnetzen.
Zur Saison 2015/16 wechselte Doumbouya zum Ligakonkurrenten Cercle Brügge. In jener Saison erzielte er in 31 Spielen neun Tore. Im Sommer 2016 schloss er sich dem schottischen Erstligisten Inverness Caledonian Thistle an. Nach nur einem halben Jahr verließ er die Highlands im Januar 2017 wieder und wechselte nach Österreich zum Bundesligisten SKN St. Pölten.
Im Januar 2018 wechselte er nach Thailand zum PT Prachuap FC. Er lief 22 Mal für das Team auf und schoss dabei 13 Tore.
Die Saison 2019 stand er beim thailändischen Erstligisten Trat FC unter Vertrag. In der Spielzeit erzielte er dort 20 Treffer und wurde somit Torschützenkönig der Liga. Anfang des Jahres 2020 schloss er sich dann dem chinesischen Zweitligisten Meizhou Hakka an. Für Meizhou Hakka erzielte er 18 Tore in 28 Zweitligaspielen. Ende Juli 2021 wechselte er nach Shanghai zum Erstligisten Shanghai Shenhua. Im April 2022 wurde sein Vertrag dort gekündigt. Im Juni 2022 kehrte er nach Thailand zurück. Hier unterschrieb er in Buriram einen Vertrag beim Erstligisten Buriram United. Am 20. Mai 2023 stand er mit Buriram im Endspiel des Thai League Cup. Das Finale wurde mit 2:0 gegen den Erstligisten BG Pathum United FC gewonnen. Im gleichen Monat, am 28. Mai, gewann er mit Buriram den thailändischen Pokal. Im Finale bezwang man den Erstligisten Bangkok United mit 2:0. 2024 wurde er mit Buriram zum zweiten Mal thailändischer Meister. Nach zwei Spielzeiten wechselte er im Sommer 2024 zum ebenfalls in der ersten Liga spielenden Port FC. Nach 25 Ligaspielen, in denen er sieben Treffer erzielte, wurde sein Vertrag im Sommer 2025 nicht verlängert.

### Nationalmannschaft
Sein Debüt für die guineische A-Nationalmannschaft gab Doumbouya am 13. November 2016, als er im WM-Qualifikationsspiel gegen die DR Kongo (1:2) in der Startelf stand. Spiel Nummer zwei folgte beim 2:2-Unentschieden am 24. März 2017 gegen Gabun. Seitdem wurde der Stürmer nicht mehr für die Auswahl berücksichtigt.

## Erfolge
Buriram United
- Thailändischer Meister: 2022/23, 2023/24
- Thailändischer Ligapokalsieger: 2022/23
- Thailändischer Pokalsieger: 2022/23

## Auszeichnungen
Thai League
- Torschützenkönig: 2019 (20 Tore)
- Spieler des Monats: Mai 2019